# Marie Therese của Áo-Este
Marie Therese Henriette Dorothea của Áo-Este (2 tháng 7 năm 1849 – 3 tháng 2 năm 1919) là Vương hậu cuối cùng của Bayern. Marie Therese là người con duy nhất của Ferdinando Carlo Vittorio của Áo-Este và Elisabeth Franziska của Áo.